# Tipografia din Goražde
Tipografia din Goražde (în sârbă Горажданска штампарија sau Goraždanska štamparija) a fost una dintre primele tipografii folosite de sârbi și prima de pe teritoriul actual al Bosniei și Herțegovinei (în acea vreme parte componentă a Imperiului Otoman). Înființată în 1519 la Veneția, ea a fost mutată curând la Biserica ortodoxă sârbă „Sf. Gheorghe” din satul Sopotnica de lângă Goražde, în sangeacul otoman Herțegovina. Tipografia a fost finanțată și administrată de Božidar Ljubavić, cunoscut, de asemenea, sub numele de Božidar Goraždanin, care era un comerciant important din orașul Goražde. Fiul său, Teodor Ljubavić, ieromonah la Mănăstirea Mileševa, a coordonat și supravegheat activitatea de tipărire. Tipografia a funcționat până în anul 1523, producând trei cărți, care se numără printre cele mai bune realizări ale primilor tipografi sârbi.

## Context
După inventarea tiparului în jurul anului 1450 de către Johannes Gutenberg la Mainz (Germania), arta tipăririi cărților a fost introdusă curând în alte părți ale Europei. La sfârșitul secolului al XV-lea, orașul stat Veneția devenise un centru tipografic important. În 1493 principele Đurađ Crnojević, conducătorul Principatului Zeta (stat aflat aproximativ pe teritoriul actualului Muntenegru), l-a trimis pe ieromonahul Macarie la Veneția pentru a cumpăra o presă de tipărit și a învăța tehnica tipografică. Macarie a tipărit în 1494 la Cetinje, capitala Principatului Zeta, cartea liturgică cunoscută astăzi ca Octoihul de la Cetinje, primul incunabul scris în versiunea sârbească a limbii slavone. Tipografia de la Cetinje a funcționat până în 1496, când Principatul Zeta a intrat sub stăpânirea otomanilor. În 1518 Božidar Ljubavić locuia la Mănăstirea Mileševa, scaunul episcopal al unei eparhii ortodoxe sârbe care făcuse parte din Regatul Bosniei începând din 1373. Mănăstirea Mileševa și alte teritorii ale eparhiei, precum orașul Goražde, erau situate în regiunea Herțegovina, care a fost cucerită treptat de otomani în perioada 1465-1481.

## Activitatea tipografică

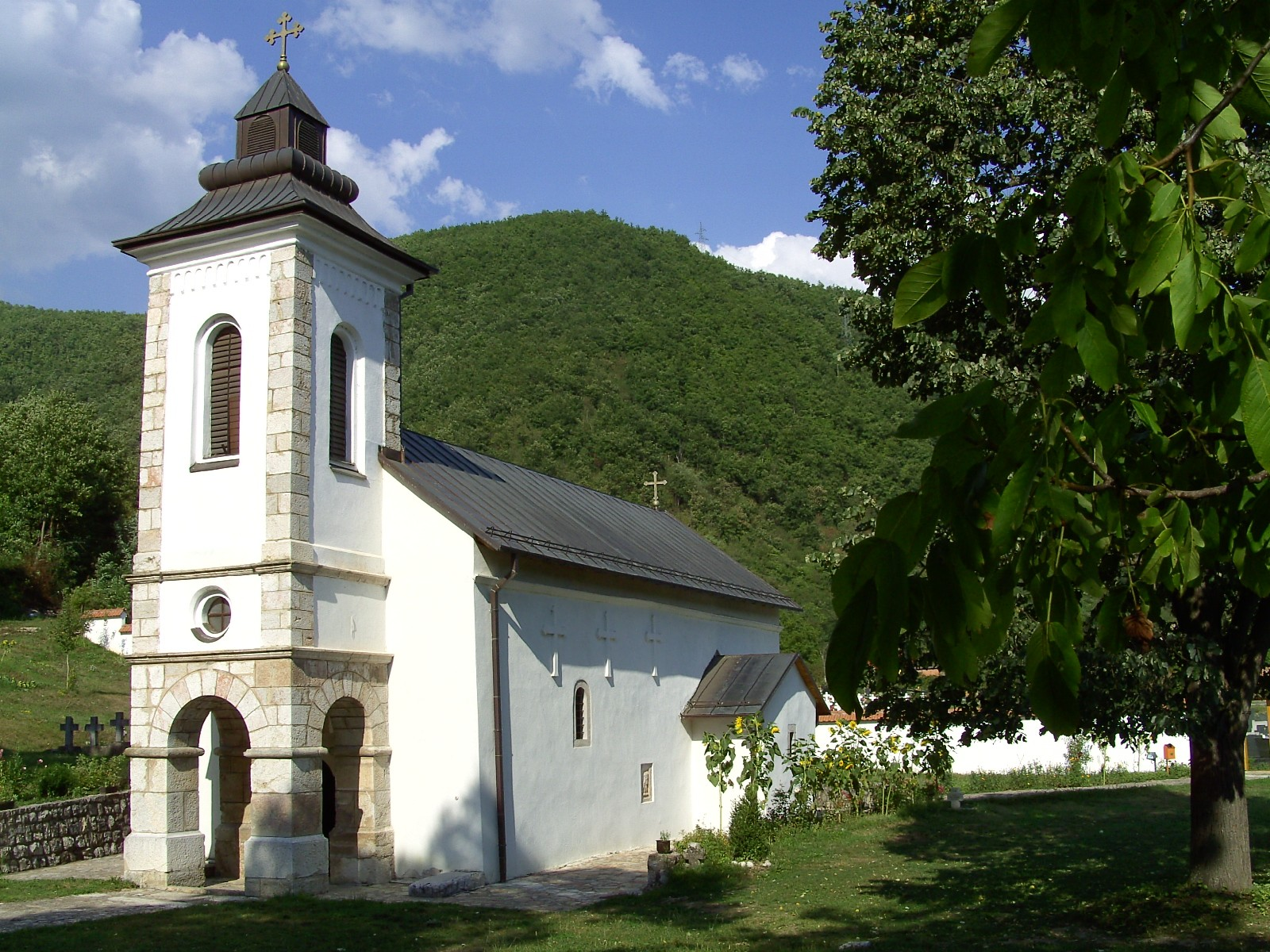
Biserica „Sf. Gheorghe” din Sopotnica

În a doua jumătate a anului 1518 Božidar Ljubavić și-a trimis fiii, Đurađ și ieromonahul Teodor, la Veneția pentru a cumpăra o presă tipografică și pentru a învăța tehnica tipăririi. Frații Ljubavić au cumpărat o presă și au început să tipărească un liturghier (o carte liturgică), a cărui tipărire a fost încheiată la 1 iulie 1519 fie la Veneția, fie la Biserica „Sfântul Gheorghe” de lângă Goražde. După ce Đurađ Ljubavić a murit la Veneția pe 2 martie 1519, nu se știe precis dacă fratele său a transportat presa tipografică la Goražde înainte sau după terminarea tipăririi liturghierului. Ieromonahul Teodor a organizat tipografia la Biserica „Sf. Gheorghe” din Sopotnica, aflată în apropierea orașului Goražde, și a tipărit acolo, pe lângă liturghier, alte două cărți în versiunea sârbească a limbii slavone: o psaltire în 1521 și un molitfelnic în 1523. Psaltirea de la Goražde, care conține 352 de file, este cea mai mare dintre cele trei cărți. Filele cărților nu au fost legate la tipografie, deoarece această activitate era sarcina vânzătorilor de cărți. Comerțul era dezvoltat la Goražde, orașul fiind situat la intersecția a trei drumuri importante, care făceau legătura cu Dubrovnik, Vrhbosna (Sarajevo) și Kosovo.

## Urmări
Următoarea tipografie va fi înființată în Bosnia și Herțegovina abia în anul 1866, atunci când Tipografia lui Sopron și-a început activitatea. În 1544 presa tipografică a fost transportată de la Goražde la Târgoviște, capitala Țării Românești, devenind astfel al doilea echipament de acest fel de pe teritoriul actualului stat România. Relocarea și repunerea ei în funcțiune au fost realizate de Dimitrije Ljubavić, nepotul lui Božidar. Dimitrije a tipărit la Târgoviște două cărți în limba slavonă: un molitfelnic la începutul anului 1545 și un apostol în 1547. Negustorul sârb Božidar Vuković a înființat propria sa tipografie la Veneția în 1519 sau 1520, în același timp cu frații Ljubavić. Tipografia sa a funcționat, cu întreruperi, până la sfârșitul secolului al XVI-lea. Au existat și alte tipografii sârbe timpurii, amplasate pe teritoriul Imperiului Otoman: la Mănăstirea Rujan de lângă Užice în 1529, la Mănăstirea Gračanica de lângă Priština în 1539, la Mănăstirea Mileševa în 1546, la Belgrad în 1552, din nou la Mileševa în 1557, la Mănăstirea Mrkšina Crkva de lângă Valjevo în 1562 și la Shkodër în 1563. Aceste tipografii au funcționat între 1 și 4 ani și au tipărit 1-3 cărți fiecare.